# Hamulec najazdowy

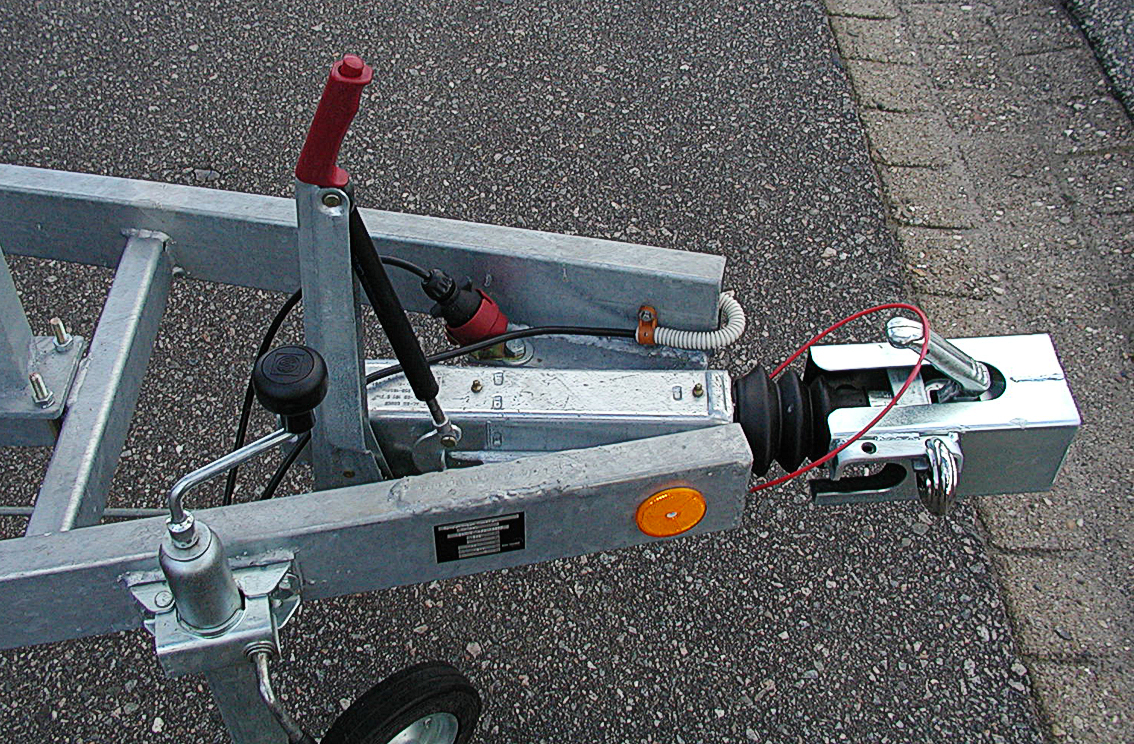

Hamulec najazdowy (bezwładnościowy) jest to hamulec, w którym wykorzystuje się siłę powstającą między pojazdem a przyczepą pod wpływem najeżdżania przyczepy na hamujący pojazd. Może występować w przyczepie o dopuszczalnej masie całkowitej nieprzekraczającej 3,5 t (Rozp. Min. Infrastruktury z dn. 31 grudnia 2002 r.).
Im większe jest opóźnienie hamowania pojazdu, z tym większą siłą napiera na niego przyczepa. Siłę tę wykorzystuje się do uruchomienia jej hamulców. Mechanizmy uruchamiające stanowi układ dźwigni, przekazujących siłę na szczęki hamulca. Układ kinematyczny tych dźwigni zwykle zapewnia także zahamowanie przyczepy w razie opadnięcia jej dyszla.
Hamulce te wychodzą z użycia, gdyż mają wiele wad, np.:
- opóźnienie w czasie działania hamulca przyczepy w stosunku do hamulca pojazdu,
- konieczność  blokowania mechanizmu przy jeździe do tyłu,
- kłopotliwe rozwiązanie mechanizmu uruchamiającego hamulce tylnej osi.

Zaletą tych hamulców jest prosta konstrukcja oraz niski koszt. Hamulce najazdowe stosuje się w niedużych lekkich przyczepach oraz w starszej konstrukcji przyczepach średniej ładowności.